# Harpo Productions
Harpo Productions o Harpo Studios es una productora  estadounidense fundada por Oprah Winfrey y con sede en West Hollywood, California.  Es la única subsidiaria de su compañía de medios y entretenimiento Harpo, Inc. 

## Historia
Los orígenes de la compañía se remontan a 1985 cuando Oprah apareció en The Color Purple. Winfrey fundó su propia empresa en 1986.
Oprah Winfrey tuvo sus raíces en 1988 cuando Harpo Productions tuvo que adquirir su programa de entrevistas homónimo de ABC O&O WLS-TV en Chicago, y renovó automáticamente su acuerdo con King World Productions, que tenía una participación minoritaria, que expiraba en 1991.
Las subsidiarias de Harpo Productions consisten en Harpo Print, la editorial de la compañía, y una participación minoritaria en la red de cable Oprah Winfrey Network (OWN). Harpo poseía originalmente el 50% de OWN junto con Discovery Communications , que compró el 24,5% de OWN en 2017. y otro 20,5% en 2020, dejando a Harpo con el 5% de propiedad.
Las subsidiarias anteriores incluyen Harpo Films, el estudio de cine de la compañía que cerró a principios de 2013, y Harpo Radio, la división de transmisión de radio de la compañía que cerró el 1 de enero de 2015. La compañía anteriormente tenía su sede en Chicago , con Harpo Studios ubicado en el West Loop del vecindario Near West Side. El edificio fue demolido en 2016 y la nueva sede de McDonald's abrió en el sitio en 2018.
En enero de 2021, se anunció que Harpo Productions producirá un documental de Oprah Winfrey para Apple TV+. Esa serie documental se hizo conocida como The Me You Can't See, que Winfrey copresenta con el príncipe Harry, duque de Sussex.

## Divisiones

### Oprah Winfrey Network (OWN)
El 1 de enero de 2011, se lanzó Oprah Winfrey Network  Es copropiedad de Harpo Studios (5%) y Discovery Communications, Inc (95%).  La red reemplazó a Discovery Health Channel, un canal de cable que anteriormente era propiedad de Discovery Communications, Inc. Inicialmente, la red tenía una variedad de programas nuevos, incluidos algunos presentados por el grupo de expertos que Winfrey ha cultivado en su programa de entrevistas diurno, que incluyen: The Gayle King Show , Our America con Lisa Ling, En el dormitorio con la Dra. Laura Berman y ¡Ya basta! con Peter Walsh.

### Harpo Print, LLC
Junto con Hearst Magazines, Harpo Print, LLC publica O, The Oprah Magazine. La compañía también publicó O at Home , que Hearst cerró oficialmente en 2008 después de cuatro años. En julio de 2020, se anunció que O, The Oprah Magazine finalizará su edición impresa regular después de la edición de diciembre de 2020. La 0 Magazine de diciembre de 2020 presentó un artículo en el que Oprah agradeció a los lectores y también reconoció que era la "última edición impresa mensual" de la revista.

## Antiguas Divisiones

### Harpo Radio, Inc.
Harpo Radio, Inc. fue un holding del canal Oprah & Friends (156 en XM Satellite Radio). Oprah & Friends presentó una amplia gama de programación diaria y semanal sobre una variedad de temas que incluyen superación personal, nutrición, estado físico, crianza de los hijos, salud, hogar, finanzas y eventos actuales presentados por personalidades de The Oprah Winfrey Show y O, The Oprah.
Los presentadores habituales incluyeron especialistas de una variedad de campos, incluidos el Dr. Maya Angelou, Marianne Williamson, el Dr. Mehmet Oz, Bob Greene, Nate Berkus, Jean Chatzky, Gayle King, el rabino Shmuley Boteach y Holly Robinson Peete y Rodney Peete. La propia Oprah también entrevistó personalmente a algunas de las voces más influyentes en el ámbito espiritual en su programa semanal, Oprah's Soul Series.
Harpo Radio, Inc. produjo y transmitió el canal Oprah & Friends desde un estudio XM en Chicago, Illinois, desde Nueva York.

### Harpo Films, Inc.
Fundada en 1993, Harpo Films, Inc. fue la mayor división de Harpo Productions, dirigida por Kate Forte durante 18 años. Era un proveedor activo de películas, desarrollando y produciendo películas galardonadas y programas de televisión de larga duración , incluidos los telefilmes " Oprah Winfrey Presents" para la cadena ABC. Harpo Films tenía su sede en Los Ángeles, California.
A finales de 2008, Harpo Films firmó un pacto de producción exclusivo con HBO. Anteriormente, Harpo Films tenía un contrato con ABC, que incluía la producción de Oprah Winfrey Presents: Mitch Albom's For One More Day. En febrero de 2013, se cerró Harpo Films, citando que "la demanda de proyectos de formato largo, especialmente en el lado de la transmisión, se ha secado". Muchos de sus empleados pasarán a la nueva división de series con guion de Harpo Studios.
Cesó sus operaciones el 1 de enero de 2015.

#### Películas
- Beloved (1998)
- The Great Debaters (2007)
- Precious: Based on the Novel Push by Sapphire (2009)
- The Hundred-Foot Journey (2014)
- Selma (como Harpo Productions, 2014)
- The Water Man (2020)

#### Telefilmes
- Oprah Winfrey Presents: Mitch Albom's For One More Day
- Tuesdays with Morrie
- Their Eyes Were Watching God
- Amy & Isabelle
- David and Lisa
- The Wedding
- Before Women Had Wings